# China General Nuclear Power Corporation
China General Nuclear Power Corporation ou China General Nuclear Power Group (en chinois: 中国广核集团), en abrégé CGNPC ou CGNPG (anciennement China Guangdong Nuclear Power Holding Group), est une entreprise majeure de l'industrie nucléaire chinoise, basée à Shenzhen et placée sous l'autorité de l'agence publique chinoise SASAC.

## Activités
En mars 2014, le groupe possède et exploite 11 des 20 réacteurs électrogènes civils chinois en service dont ceux de Daya Bay (Guangdong Daya Bay Nuclear Power Station - GNPS) et Ling'ao phase1 & phase2 (Ling Ao Nuclear Power Station - LNPS) basés sur la technologie REP française. Le groupe a aussi 7 réacteurs en construction (sur les 28 réacteurs en construction en Chine) dont les 2 EPR à Taishan via sa filiale « Taishan Nuclear Power Joint Venture Company Limited » (TNPJVC).
CGN opère également dans d'autres secteurs comme l'énergie éolienne et l'énergie solaire ainsi que dans des industries plus traditionnelles comme l'industrie hydroélectrique, de plus son activité s'étend maintenant à toute la Chine où il est un des acteurs majeurs en ce qui concerne l'énergie nucléaire.

## Historique
China Guangdong Nuclear Power Holding Co., Ltd (CGNPC) a été créée en septembre 1994 avec un capital social de 10,2 milliards RMB avec l'énergie nucléaire pour cœur de métier, sous l'autorité de l'agence publique chinoise SASAC. China Guangdong Nuclear Power Group (CGNPG) comprend plus de vingt filiales en propriété exclusive ou en partenariat.
Elle a été renommée en China General Nuclear Power Co fin avril 2013 afin de mieux refléter les ambitions du groupe dans toute la Chine et à l'export. Elle est notamment présente en Europe à travers la filiale CGN Europe Energy, qui investit entre autres dans l'énergie solaire.
En 2014, elle est partiellement introduite à la bourse de Hong Kong pour l'équivalent de 3,2 milliards de dollars.

## Développement du parc nucléaire
Les premiers réacteurs CGNPC ont été conçus et construits par Framatome.[Quand ?][réf. nécessaire]
Ensuite,[Quand ?] CGNPC a développé le CPR-1000 basé sur le REP français mais dont une grande proportion des composants est conçue et construite en Chine.[réf. nécessaire]
En février 2007, CGNPC a signé un contrat avec Areva NP pour la construction de deux réacteurs nucléaires EPR situés à Taishan, dans la province du Guangdong.
Pour sa centrale nucléaire de Lufeng (Shanwei), CGNPC utilise le modèle AP1000 de Westinghouse. Ceci fait de CGNPC un des tout premiers exploitants mondiaux à construire des réacteurs de génération III+ .[réf. nécessaire]
En 2012, un accord secret de transfert technologique est conclu entre CGNPC et des entreprises nationales françaises.
Le Nouvel Obs publie le 27 septembre 2012 des extraits de ce projet d'accord bipartite entre EDF et son partenaire CGNPC. Le Canard enchaîné du 3 octobre 2022 publie une note de l'APE (l'Agence des participations de l'Etat), intitulée « alerte relative à un projet d'accord de coopération entre EDF et CGNPC ». Cet accord fait partie de l'affaire Maureen Kearney. Le film La Syndicaliste, sorti le 1er mars 2023, porte ces faits à l'écran.
CGNPC et EDF ont lancé[Quand ?] la construction de deux réacteurs nucléaires EPR situés à Hinkley Point. EDF réalise 66,5% de l'investissement et CGN 33,5%.
CGNPC et la Compagnie nucléaire nationale chinoise (CNNC) développent[Quand ?] le Hualong-1, aussi connu sous la dénomination HPR-1000, qui est un projet chinois de réacteur nucléaire à eau pressurisée. 
Ce réacteur est basé sur les conceptions des ACPR-1000 et ACP-1000 (autres réacteurs nucléaires chinois).

## Accusation d’espionnage
Accusée sans preuves d'espionnage industriel par les États-Unis en 2016, la CGNPC est placée le 15 août 2019 sur la liste noire qui interdit aux entreprises listées tout accès aux technologies américaines et toute activité commerciale avec les entreprises américaines.